# Елетьозеро
Елетьо́зеро (Елеть-озеро, Елеть, Елет-озеро, Шапн-озеро) — пресноводное озеро на территории Кестеньгского сельского поселения Лоухского района Республики Карелии. Исток Елети.

## Общие сведения
Площадь озера — 34,2 км², площадь водосборного бассейна — 128 км². Располагается на высоте 125,7 м над уровнем моря.
Форма озера лопастная. Берега изрезанные, каменисто-песчаные, преимущественно возвышенные, местами заболоченные.
Из восточного залива озера берёт начало река Елеть, впадающая в озеро Новое, через которое протекает река Кереть, которая, в свою очередь, впадает в Белое море.
С севера в Елетьозеро втекает протока из озера Копанец. С запада — втекает протока из озера Окунева.
В озере более двух десятков безымянных островов различной площади, однако их количество может варьироваться в зависимости от уровня воды.
Вдоль северного берега озера проходит просёлочная дорога.
Код объекта в государственном водном реестре — 02020000711102000002446.